# Abraham Rösselet

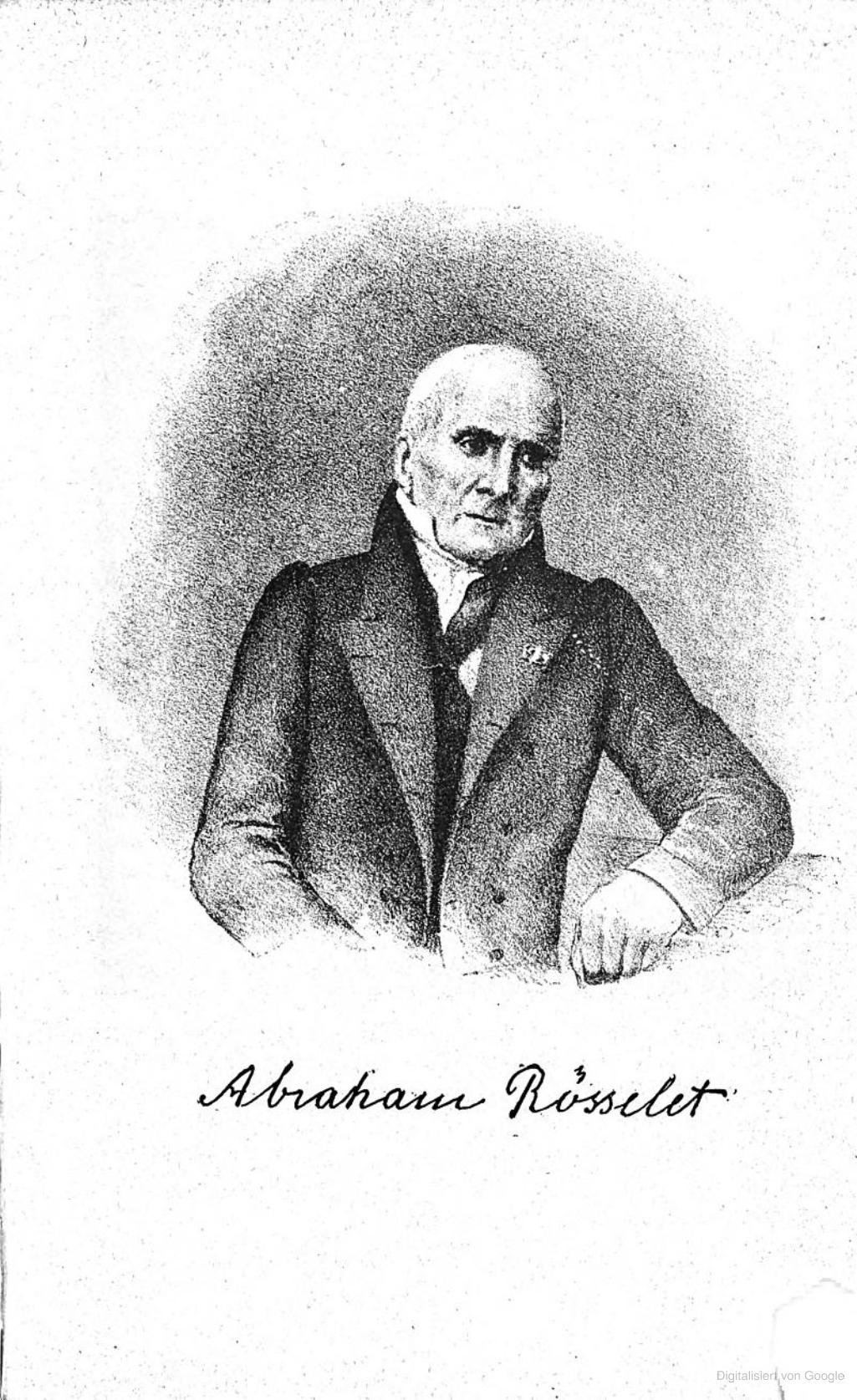
Abraham Rösselet (1770–1850)

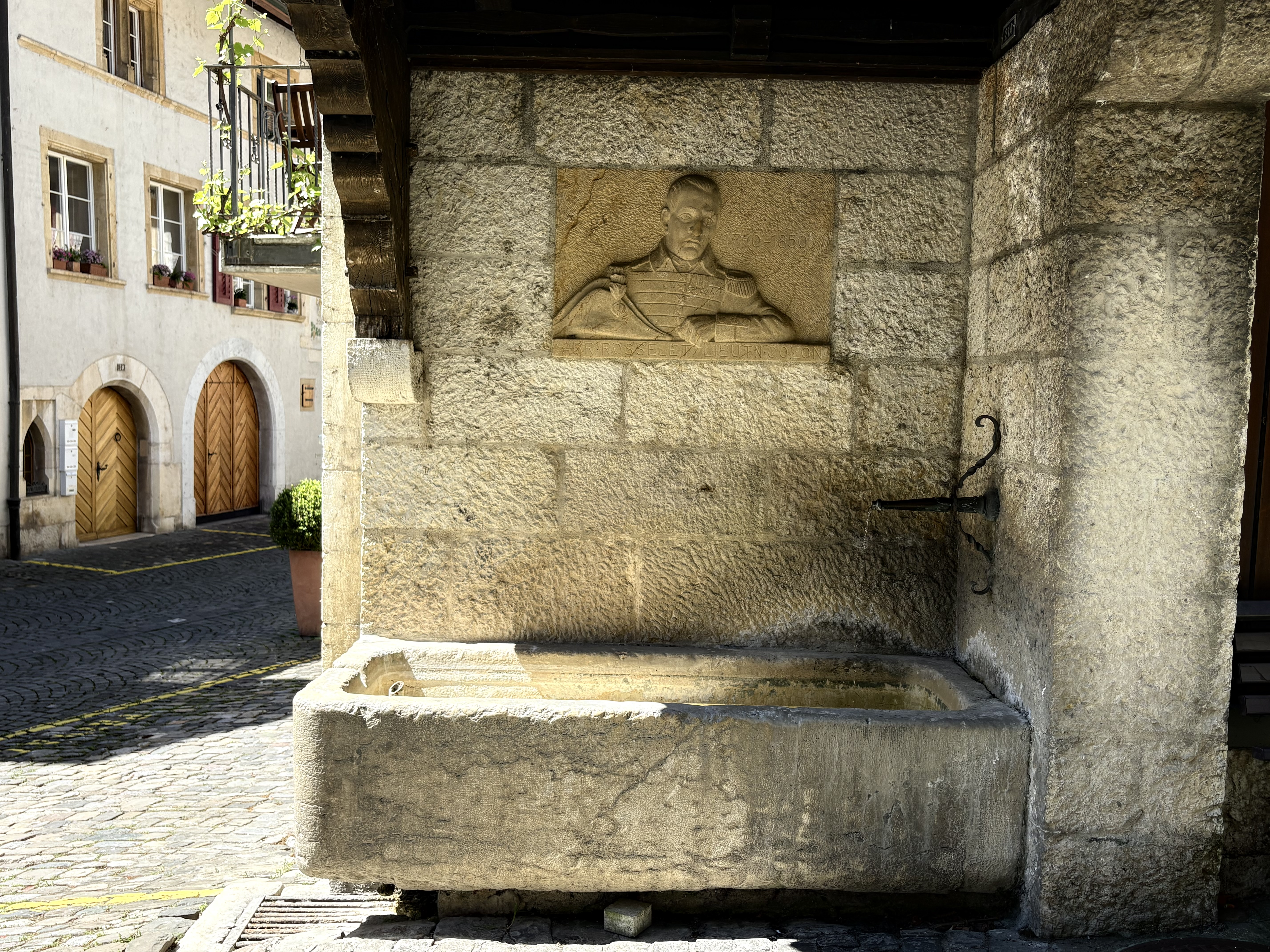
Rösselet-Brunnen in Twann

Abraham Rösselet (* 8. Januar 1770 in Toul (Lothringen); † 16. März 1850 in Bern) war eine Schweizer Militärperson. Rösselet war Burger von Twann.
Seine Eltern waren der Hauptmann in französischen Diensten Jérôme Abraham Rösselet (1726–1786) und dessen Ehefrau Margarethe Krebs.

## Leben und Wirken
Rösselet war Offizier in verschiedenen europäischen Staaten. Er ging 1783 als Kadett in das Regiment Schönau (später Reinach) und kam nach Pfalzburg (Lothringen). Er wurde 1789 in Paris verwundet und verliess nach der Revolution den französischen Dienst. Anschliessend ging er in holländische Dienste und kam 1796 als Sergeant zu den bernischen Jägern. Im Jahr 1799 kam er als Adjutant-Instruktor in zur 5., später zur 3. helvetischen Halbbrigade. Als solcher kämpfte er in der Ersten Schlacht um Zürich und ab 1801 in Korsika. Nach der Reorganisation von 1805 kam er in das 1. Schweizer Regiment und war von 1806 bis 1811 als Platzkommandant in Kalabrien. Er nahm an Napoleons Russlandfeldzug von 1812 teil und war einer der weniger schweizerischen Überlebenden. Danach stand er bis 1814 am Rhein.
Von 1816 bis 1831 war er Oberstleutnant und Batallionskommandant der neuen Schweizergarde in Paris. Nach der Pensionierung hielt er seine Erinnerungen an die Feldzüge, an denen er teilgenommen hatte, fest im Werk Souvenirs (d’un ancien militaire).
Rösselet heiratete 1799 die aus Baar stammende Anne-Catherine Röllin (französisch: Anne-Catherine Relly). In seinem Heimatort Twann erinnert ein Brunnen an ihn.

## Werke
- Rudolf von Steiger (Hrsg.): Souvenirs de Abraham Rösselet. Attinger, Neuchâtel 1857 (Digitalisat in Google Books).